# 馬文 (弘治壬戌進士)
馬文（1467年—？），字質夫，湖廣郴州永興縣人，軍籍，明朝政治人物。

## 生平
弘治二年（1489年）己酉科湖廣鄉試第二十一名舉人。弘治十五年（1502年）中式壬戌科會試第四十五名，二甲第五十六名進士。歷官安慶府知府。

## 家族
曾祖馬惟亮；祖父馬添榮；父馬敬，通判。嫡母曹氏；母李氏。慈侍下。兄元。弟亢（義官）。